# ميرزا حسين أباد (ماجين)
میرزا حسین أباد (بالفارسية: میرزاحسین‌آباد) هي قرية تقع في إيران في قسم ماجين الريفي. يقدر عدد سكانها بـ 973 نسمة .